# Dhumbert
Automobiles Dhumbert war ein französischer Hersteller von Automobilen.

## Unternehmensgeschichte
Das Unternehmen aus Voiron begann 1920 mit der Produktion von Automobilen. Der Markenname lautete Dhumbert. 1930 endete die Produktion.

## Fahrzeuge
Im Angebot stand zunächst das Modell 10 CV. Für den Antrieb sorgte ein Vierzylindermotor. Zur Wahl standen zwei- und viersitzige Torpedo. 1930 wurden Modelle mit Sechszylinder- und Achtzylindermotoren vorgestellt, die allerdings nicht mehr in Serienproduktion gingen.